# Marie de l'Incarnation
Pour les articles homonymes, voir Marie de l'Incarnation (homonymie).
Marie Guyart, en religion Marie de l'Incarnation, née le 28 octobre 1599 à Tours et décédée le 30 avril 1672 à Québec, est une religieuse ursuline, écrivaine, missionnaire catholique et mystique française. Elle est la fondatrice de la congrégation des ursulines de la Nouvelle-France, dont le monastère situé à Québec devient également le premier établissement destiné à l’enseignement féminin en Amérique du Nord. Auteure d'une œuvre importante, elle est témoin durant plus de trois décennies du développement de la Nouvelle-France. Marie de l'Incarnation, l'une des grandes mystiques du XVIIe siècle, est canonisée par le pape François le 3 avril 2014. Elle est fêtée le 30 avril.

## Biographie

### Enfance et formation

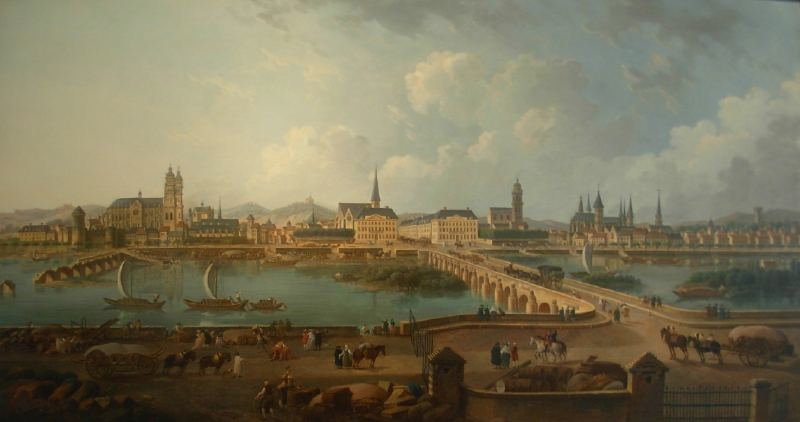
Tableau panoramique de Tours de Charles-Pierre-Antoine Demachy (musée des Beaux-Arts de Tours) vers 1786.

Marie Guyart est née à Tours, en France, le 28 octobre 1599. Ses parents, le maître-boulanger Florent Guyart et Jeanne Michelet, ont huit enfants. Marie est élevée dans un foyer catholique au sein duquel les enfants sont encouragés à s'instruire. Peu de choses sont connues de son éducation, si ce n'est qu'elle a fréquenté l'école. Marie avouera elle-même plus tard avoir reçu une « bonne éducation [qui lui] avait fait un bon fond dans [s]on âme pour toutes les choses du christianisme et pour les bonnes mœurs ». À l'âge de sept ans, Marie a une première expérience mystique. Une nuit, elle reçoit en songe la visite du Christ. Elle racontera cette vision plusieurs années plus tard, dans la Relation de 1654 : 
« [...] En mon sommeil, il me sembla que j’étais dans la cour d’une école champêtre, avec quelqu’un de mes compagnes, où je faisais quelque action innocente. Ayant les yeux levés vers le ciel, je le vis ouvert, et Notre-Seigneur Jésus-Christ, en forme humaine, en sortir et qui par l’air venait à moi, le voyant, m’écriai à ma compagne : « Ah! Voilà Notre-Seigneur! C’est à moi qu’il vient! ». Et il me semblait que cette fille ayant commis une imperfection, il m’avait choisie plutôt qu’elle qui était néanmoins bonne fille. Mais il y avait un secret que je ne connaissais pas. Cette suradorable Majesté s’approchant de moi, mon cœur se sentit tout embrasé de son amour. Je commençai à étendre mes bras pour l’embrasser. Lors, lui, le plus beau de tous les enfants des hommes, avec un visage plein d’une douceur et d’un attrait indicible, m’embrassant et me baisant amoureusement, me dit : « Voulez-vous être à moi? ». Je lui répondis : « Oui ». Lors, ayant ouï mon consentement, nous le vîmes remonter au ciel. Après mon réveil, mon cœur se sentit si ravi de cette insigne faveur que je la racontais naïvement à ceux qui me voulaient écouter. L’effet que produisit cette visite fut une pente au bien ». 
Très pieuse, Marie est attirée dès l'âge de 14 ans par la vie cloîtrée. Elle souhaite alors entrer chez les Bénédictines de Beaumont-lès-Tours.

### Mariage avec Claude Martin
Malgré ses inclinations religieuses, ses parents l'incitent à se marier. À l'âge de 17 ans, Marie épouse Claude Martin, un maître-ouvrier de la soie établi à Tours. Leur fils unique, Claude, naît le 1er avril 1619. Six mois plus tard, son mari décède. Veuve à 19 ans, Marie est désormais responsable de la petite fabrique de son mari, qui est alors en faillite. Elle entreprend d'en liquider les actifs et retourne vivre chez son père avec son jeune fils. Son entourage tente de la convaincre de se remarier, ce qu'elle refuse.

### L'entreprise de Paul Buisson
Alors qu'elle se rend à la fabrique de son défunt mari, le 24 mars 1620, Marie vit une nouvelle expérience mystique, qu'elle appelle sa « conversion ». Elle se rend dans l'église la plus proche, celle des Feuillants de Saint-Louis, et se confesse au premier religieux qu'elle rencontre, dom François de Saint-Bernard, qui devient son premier directeur spirituel. Elle en ressort transformée et aspire de nouveau à la vie religieuse. Ce projet est retardé par l'invitation de sa sœur Claude à emménager chez elle et son mari, le marchand Paul Buisson. Elle accepte cette offre pour assurer sa subsistance ainsi que celle de son fils.
Ses talents d’administratrice sont vite reconnus par son beau-frère et sa sœur, qui espèrent son aide afin de consolider leur entreprise de transport fluvial en difficulté. Marie occupe parfois le rôle de gérante lorsqu'ils sont hors de la ville. Ils iront jusqu'à lui confier la direction de l'entreprise en 1625. Cette même année, durant la Pentecôte, elle vit la première de ses trois grandes visions trinitaires. Il s'agit d'un moment-charnière dans sa profession de foi, qui symbolise en quelque sorte ses « fiançailles » avec Dieu. Elle a une seconde vision deux ans plus tard, en 1627. Durant ces années, consciente qu'elle ne peut pas entrer en religion puisqu'elle doit encore élever son fils, elle mène une vie sévère, marquée par l'abnégation, la mortification et la servitude.

### L'entrée chez les Ursulines de Tours

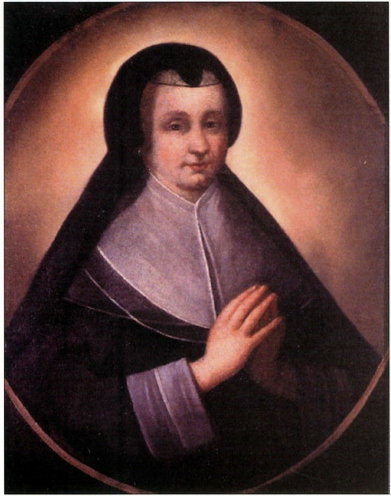
Marie-Madeleine Chauvigny de La Peltrie

Le 25 janvier 1631, Marie quitte sa famille et son fils, qui est placé comme pensionnaire chez les Jésuites de Rennes. Accompagnée dans ses démarches par son second directeur spirituel, dom Raymond de Saint-Bernard, elle est admise comme novice au couvent des ursulines de Tours. Peu après son arrivée, elle reçoit une dernière vision trinitaire, qui symbolise la finalité de son union avec le Christ. À la fin de son noviciat, en 1633, elle prononce ses vœux et prend le nom de Marie de l'Incarnation. Elle est rapidement nommée sous-maîtresse des novices et devient responsable de l'enseignement doctrinal auprès de ces dernières.

La même année, à Noël, Marie voit en songe un pays sauvage et inconnu où Dieu l'invite à se rendre, ce qui attise en elle le rêve de devenir missionnaire. Elle relate encore une fois cette vision dans la Relation de 1654 :
« Enfin, nous arrivâmes à l’entrée d’une belle place, à l’entrée de laquelle il y avait un homme vêtu de blanc, et de la forme de cet habit comme on peint les Apôtres. Il était le gardien de ce lieu. Il nous y fait entrer et, par un signe de la main, nous fit entendre que c’était par là où il fallait passer, n’y ayant point d’autre chemin que celui-là où il nous introduisait, nous marquant que c’était là. J’entrai donc en cette place avec ma compagne. Ce lieu était ravissant. Il n’avait point d’autre couverture que le ciel; le pavé était comme de marbre blanc ou d’albâtre, tout par carreaux avec des liaisons d’un beau rouge. Le silence y était, qui faisait partie de sa beauté. J’avançai dedans, où de loin, à main gauche, j’aperçus une petite église de marbre blanc, d’une belle architecture à l’antique, et sur cette petite église, la Sainte Vierge qui y était assise, son petit Jésus entre ses bras sur son giron. Ce lieu était très éminent, au bas duquel il y avait un grand et vaste pays, plein de montagnes, de vallées et de brouillards épais qui remplissaient tout, excepté une petite maisonnette qui était l’église de ce pays-là, qui seule était exempte de ces brumes ».
Elle parcourt dès lors les Relations des jésuites et s'intéresse au Canada, où elle songe à partir. En 1635, elle relate que Dieu lui révèle dans un nouveau songe le sens de la vision de 1633: elle doit se rendre au Canada pour y fonder une église, une chose presque impensable pour une religieuse cloîtrée au XVIIe siècle. En 1639, grâce à l'intercession du père Joseph-Antoine Poncet de la Rivière, un jésuite et membre de la Compagnie des Cent-Associés, Marie fait la rencontre de Marie-Madeleine de Chauvigny de La Peltrie, une aristocrate normande qui partage son désir d'évangélisation et d'éducation au Canada, et qui s'engage à financer le projet d'établissement des ursulines en Nouvelle-France.

### La fondation des ursulines de Québec

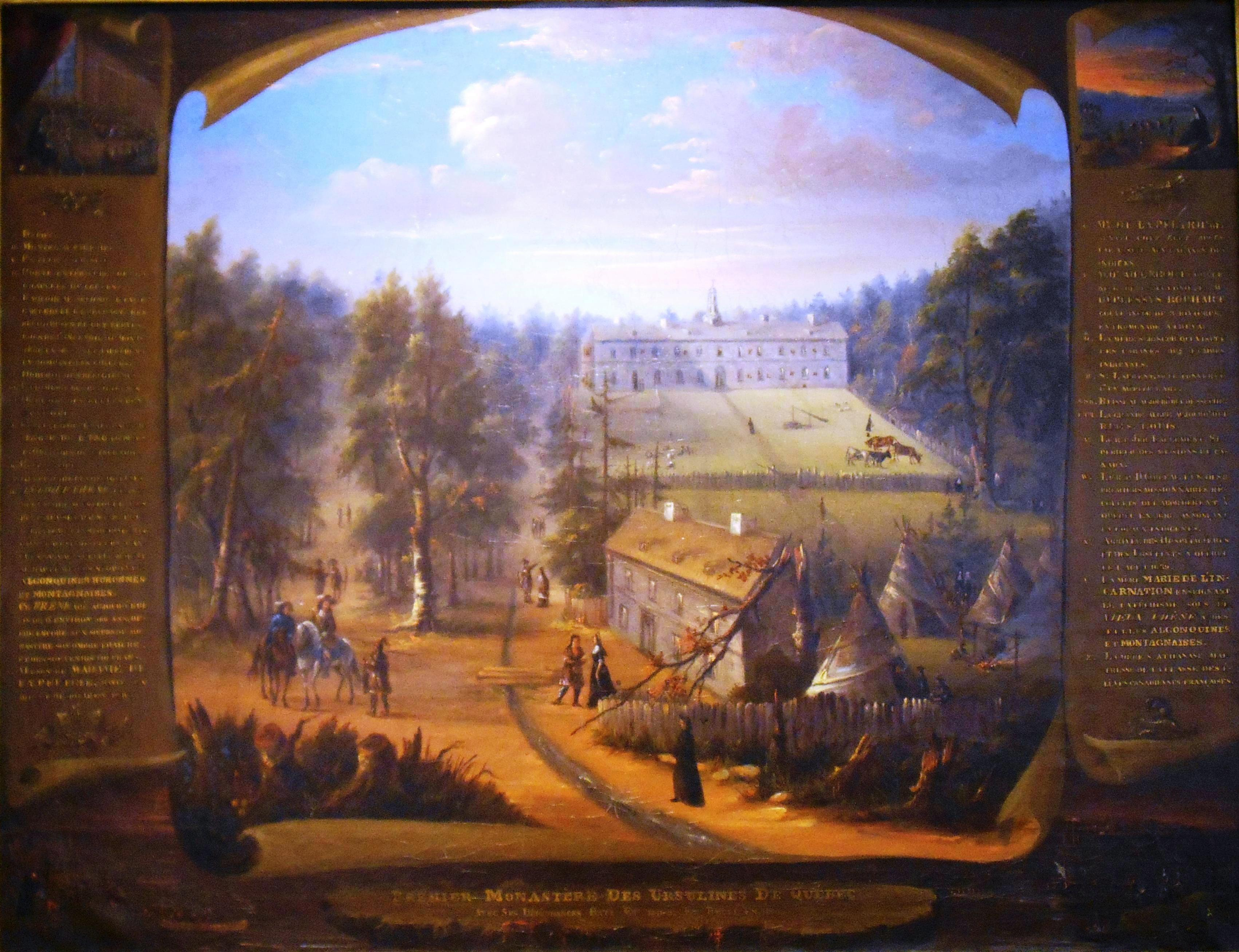
Le premier monastère de 1642 représenté par Joseph Légaré en 1840.

Avec l'aide du mystique caennais Jean de Bernières, Marie de l'Incarnation réalise son projet. Elle s'embarque la même année pour la Nouvelle-France avec Madame de La Peltrie, sa servante Charlotte Barré, et deux autres ursulines, sœur Marie de Savonnières de Saint-Joseph et Cécile Richer de Sainte-Croix, afin d'y fonder un monastère. Le groupe arrive à Québec le 1er août 1639, en même temps que des religieuses augustines de Dieppe venues fonder l'Hôtel-Dieu de Québec. Les ursulines s'installent d'abord en Basse-Ville de Québec. Avec Marie de l'Incarnation à leur tête, elles commencent à œuvrer auprès des Autochtones, en particulier des jeunes filles. Les religieuses cherchent à les évangéliser et les franciser, mais n'auront qu'un succès mitigé. La congrégation se consacre également à l'instruction des jeunes filles des colons français.
Le 21 novembre 1642, les ursulines quittent leur premier établissement pour s'installer en Haute-Ville dans un monastère en pierre. À partir de 1645, mère Marguerite de Saint-Athanase, arrivée de France en 1640, succède à Marie de l'Incarnation à la tête de la congrégation. Les deux religieuses occuperont en alternance la fonction de supérieure au courant des décennies qui suivent. En 1646, avec l'aide du père Jérôme Lalemant, Marie de l'Incarnation rédige de nouvelles constitutions adaptées à la vie dans la colonie pour la congrégation de Québec, qui est alors formée de religieuses de congrégations ursulines de France provenant de quatre diocèses différents (Tours, Paris, Rouen, Vannes).
Quatre ans plus tard, le 30 décembre 1650, le monastère est détruit au cours d'un incendie. Marie de l'Incarnation et ses consœurs trouvent refuge chez Madame de La Peltrie, établie dans une petite maison tout près. Après cette épreuve, Marie de l'Incarnation participe activement à la reconstruction du bâtiment. Le monastère et sa petite communauté continuent malgré tout leur développement. En 1660, Anne Bourdon est la première Canadienne à prononcer ses vœux.

Même si elle est cloîtrée, Marie de l'Incarnation joue un rôle actif dans la vie de la Nouvelle-France. Elle s'entretient régulièrement avec les grands personnages de la colonie, comme l'intendant Jean Talon ou le vicaire apostolique François de Laval, au sujet des affaires économiques, politiques, agricoles ou religieuses. Dans la correspondance qu'elle entretient avec son fils, elle témoigne aussi des événements importants qui se déroulent à Québec, comme les épidémies de petite vérole ou les guerres franco-iroquoises. On retrouve parmi ses écrits l'une des premières mentions de l'identité canadienne-française, qu'elle évoque dans une lettre datée du 16 octobre 1666.

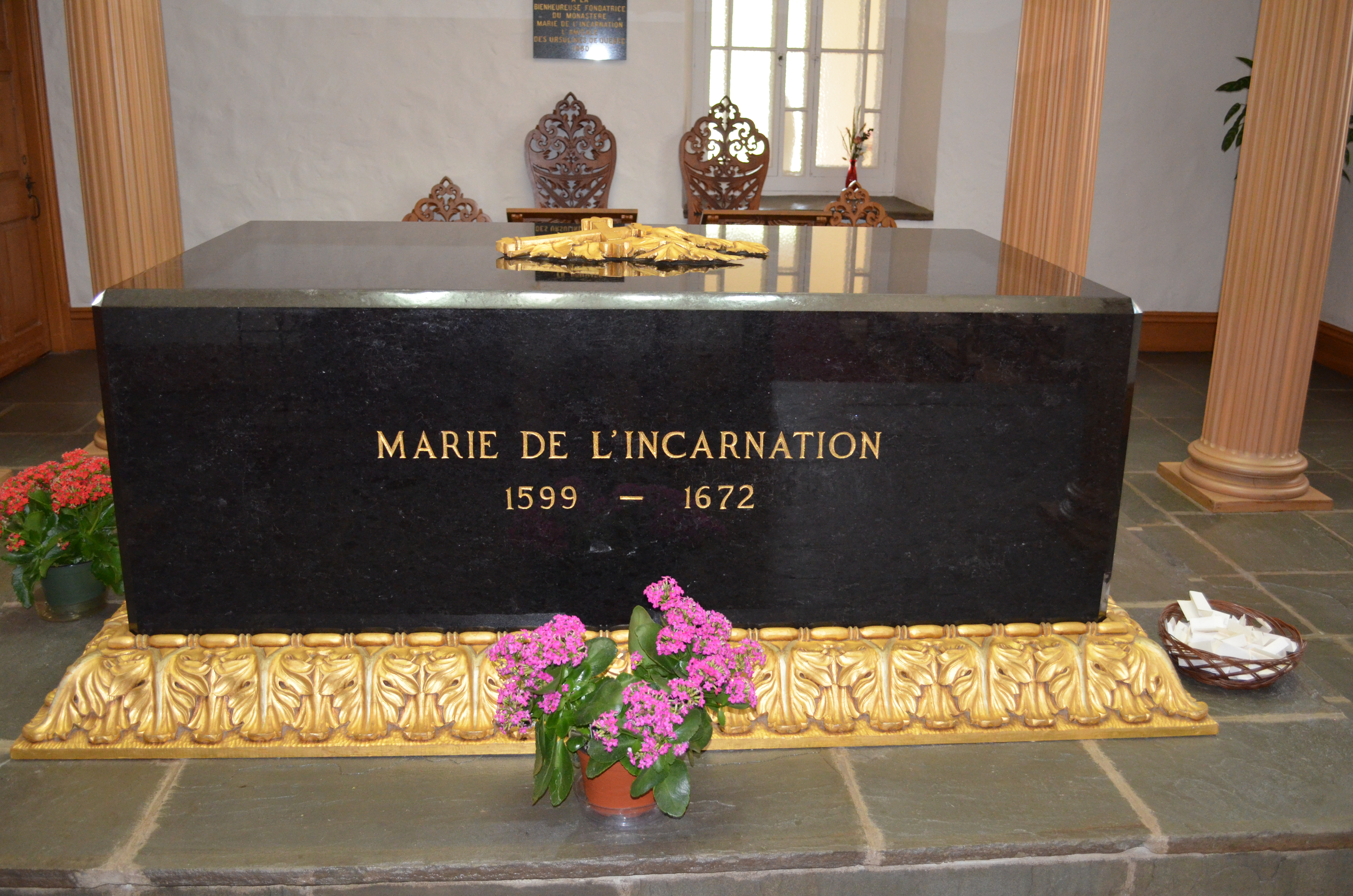
Tombe de Marie de l'Incarnation.

### Décès
Madame de La Peltrie décède le 16 novembre 1671. Affaiblie et malade, Mère Marie de l'Incarnation la suit de près. Elle meurt le 30 avril 1672 à Québec, à l'âge de 72 ans. François de Laval se trouvant alors en France, les obsèques sont célébrées par son représentant, le père Henri de Bernières, le premier curé de la ville. Marie de l'Incarnation est inhumée au monastère des Ursulines. Sa dépouille est éventuellement transférée dans la chapelle Sainte-Angèle en 1964.

## L'héritage de Marie de l'Incarnation
Personnage emblématique de l'histoire de la Nouvelle-France, Marie de l'Incarnation laisse un héritage durable après sa mort. Henri Bremond a contribué à sa popularité croissante au début du XXe siècle par son ouvrage l'Histoire littéraire du sentiment religieux en France depuis les guerres de religion jusqu'à nos jours. Elle suscite encore aujourd'hui un intérêt académique notable. C'est le cas du Centre d'études Marie-de-l'Incarnation, fondé en 1993 à la suite d'une entente entre les Ursulines de Québec et la Faculté de théologie de l’Université Laval. Des équipes de recherche se consacrent à l'étude de sa correspondance et de son autobiographie spirituelle, la Relation de 1654.
Désignée personnage historique en vertu de la Loi sur le patrimoine culturel du Québec en 2017, son nom est une figure fréquente de la toponymie québécoise. La ville de Québec a ainsi donné le nom Marie-de-l'Incarnation à une rue, un pont, un îlot ainsi qu'un édifice. La ville de Trois-Rivières possède quant à elle une rue Marie-Guyart, tout comme Montréal, Gatineau et Saguenay.
En 2008, Jean-Daniel Lafond a réalisé le docufiction Folle de Dieu, avec Marie Tifo dans le rôle de Marie Guyart. Plus récemment, pour souligner le 350e anniversaire de son décès, du 30 avril 2022 au 30 avril 2023, le Pôle culturel du Monastère des Ursulines lui consacre une exposition intitulée « Signé Marie de l'Incarnation, fondatrice des ursulines en Nouvelle-France ».

### L'œuvre littéraire de Marie de l'Incarnation
L'héritage le plus durable de Marie de l'Incarnation est sans aucun doute l'œuvre immense et variée qu'elle a laissé à la postérité. Celle-ci n'est pas initialement destinée à être publiée puisque Marie écrit pour elle-même, à l'instigation de ses directeurs spirituels, ou encore pour ses correspondants. Son œuvre fera tout de même l'objet d'un travail d'édition considérable de la part de son fils, Claude Martin, qui publie après sa mort une Vie (1677) ainsi qu'un Recueil de lettres (1681). Marie de l'Incarnation n'en demeure pas moins non seulement l'une des grandes figures de la littérature française du XVIIe siècle. 

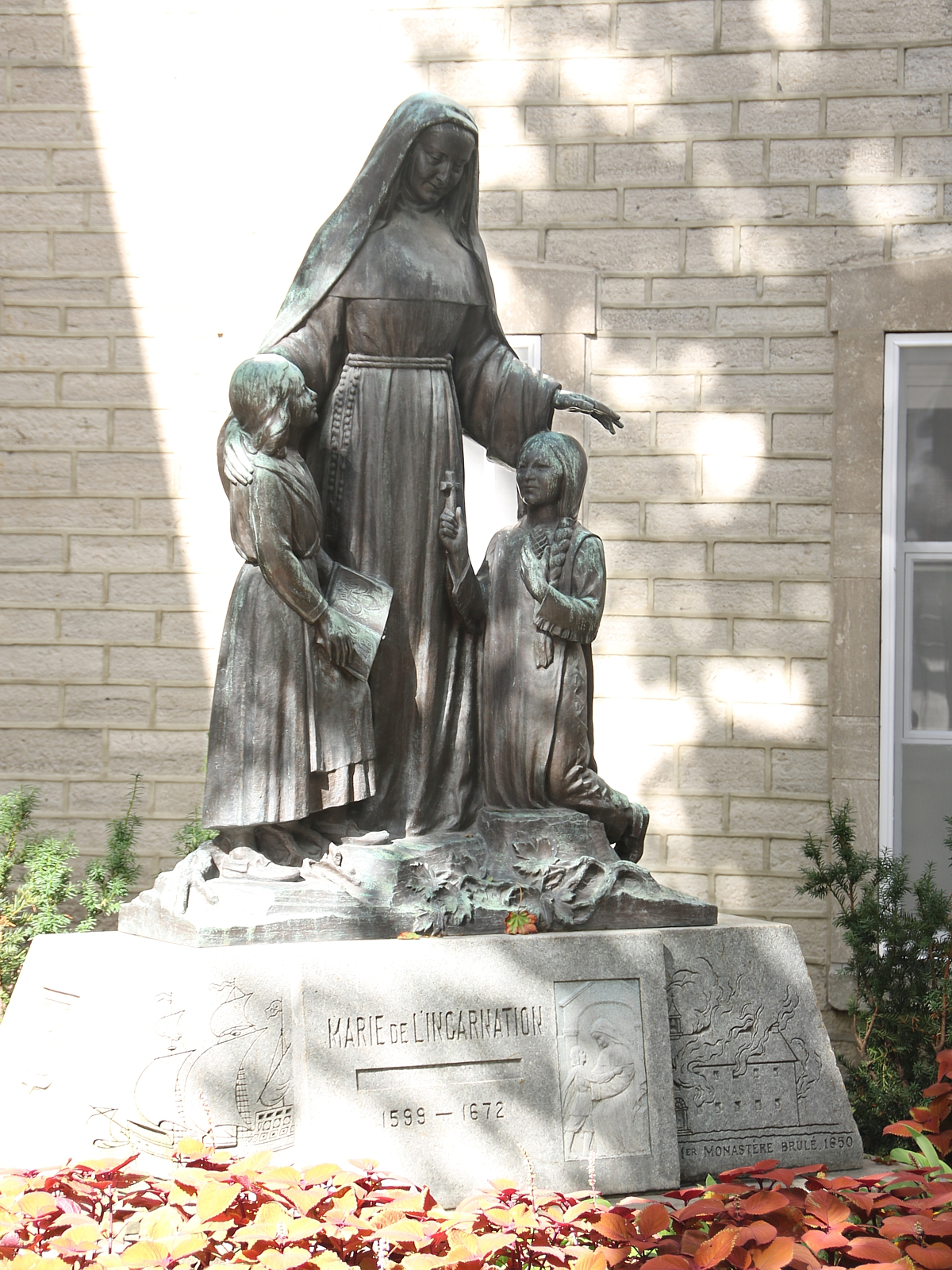
Un monument la représente devant le monastère.

Marie de l'Incarnation est surtout connue pour son autobiographie, la Relation de 1654, un chef-d'œuvre de la littérature mystique dans laquelle elle décrit son cheminement spirituel et ses visions. Plusieurs années après sa mort, elle sera proclamée la « Thérèse de nos jours et du Nouveau Monde » par Jacques-Bénigne Bossuet. Sa correspondance épistolaire, qui compte des milliers de lettres, est aussi l'une des principales sources de l'histoire de la Nouvelle-France, avec les Relations des jésuites, dont elle complète souvent les informations.
Vers la fin de sa vie, Marie de l'Incarnation rédige aussi plusieurs ouvrages en langues autochtones, qu'elle a appris auprès des jésuites Paul Le Jeune et François-Joseph Bressani après son arrivée à Québec. Elle maîtrise assez bien l'algonquin, le montagnais, le huron et l'agnier. Elle compile ainsi plusieurs dictionnaires: un premier dictionnaire algonquin (1662), un dictionnaire algonquin en alphabet algonquin (1663-1667), un dictionnaire algonquin en alphabet français (1667) et un dictionnaire iroquois (1668). Elle écrit aussi plusieurs ouvrages religieux en langues autochtones durant la même période: un catéchisme huron (1662), trois catéchismes algonquins (1662), un catéchisme iroquois (1668) ainsi qu'un recueil de prières (1662) et un livre sur l'histoire sainte en langue algonquine (1668).

### La canonisation de Marie de l'Incarnation
Marie de l'Incarnation est considérée comme l'une des grandes mystiques françaises du XVIIe siècle. Dès sa mort, ses contemporains témoignent de la sainteté de la vie qu'elle a mené. Dans une lettre adressée à Claude Martin en 1677, Mgr de Laval met en lumière les vertus de celle qu'il a bien connu : 
« Nous tenons en bénédiction la connaissance qu’il a plu à Dieu de nous donner de la Mère Marie de l’Incarnation, première supérieure des Ursulines de Québec, l’ayant soumise à notre conduite pastorale. Le témoignage que nous pouvons en rendre est qu’elle était ornée de toutes les vertus dans un degré très éminent, surtout d’un don d’oraison si élevé, et d’une union avec Dieu si parfaite, qu’elle conservait sa présence au milieu de l’embarras des affaires les plus difficiles et les plus distrayantes, comme parmi les autres occupations où sa vocation l’engageait. Parfaitement morte à elle-même, Jésus seul vivait et agissait en elle. Dieu l’ayant choisie pour l’établissement de l’ordre de Ste. Ursule en Canada, il l’a douée de la plénitude, une excellente maîtresse des novices et elle était très capable de remplir tous les emplois d’une communauté religieuse. Sa vie, commune à l’extérieur, était de l’intérieur toute divine, de sorte qu’elle était une règle vivante pour toutes ses sœurs. Son zèle pour le salut des âmes et particulièrement pour celui des sauvages, était si ardent qu’il semblait qu’elle les portât dans son cœur. Nous ne doutons pas que ses prières n’aient obtenu en grande partie les faveurs dont jouit maintenant l’Église naissante du Canada ». 
C'est dans une perspective hagiographique que Claude Martin compile et édite l'œuvre épistolaire de sa mère. Le processus officiel de canonisation ne débute toutefois pas avant 1867, près d'un siècle après sa mort, à la demande de l'archevêque de Québec, Mgr Charles-François Baillargeon. La conquête anglaise de la Nouvelle-France avait effectivement mis temporairement frein aux procès de canonisation des serviteurs de Dieu des premiers temps de la colonie. La cause est formellement ouverte en 1877 et Marie de l'Incarnation reçoit le titre de servante de Dieu. Au terme de plusieurs procès, elle se voit octroyer par Pie X le titre de vénérable en 1911. Après sa nomination comme bienheureuse et « mère de l'Église au Canada » par Jean-Paul II en 1980, le processus se termine en 2014 avec sa canonisation équipollente par le pape François, qui en fait de même avec François de Laval. Sa fête est dès lors fixée au 30 avril d'après le Martyrologe romain.